# Raffinerie de Dung quât
 (octobre 2011).
Si vous disposez d'ouvrages ou d'articles de référence ou si vous connaissez des sites web de qualité traitant du thème abordé ici, merci de compléter l'article en donnant les références utiles à sa vérifiabilité et en les liant à la section « Notes et références ».
La raffinerie de Dung quât ou DQR est une raffinerie dans la province de Quang Ngai au Viêt Nam. C'est la première raffinerie du Viêt Nam.

## Histoire
Le projet démarre dans les années 1980. À l'origine prévu dans la province de Vung Tau, à 100 km du champ pétrolier offshore Bach Ho.
Dans les années 1990, alors que Total s'intéresse au projet économique, les autorités suggèrent de déplacer le site à Van Phong, au nord de Nha Trang, puis plus au nord encore à proximité de Dunq Quat.
En 1995, Total se retire en invoquant la non viabilité du projet dû à cette localisation. Un consortium composé de LG Group et Petronas se manifeste avant de se retirer deux ans plus tard.
En 1998, une coentreprise appelée VietRoss est fondée entre le Viêt Nam et la Russie.
Les études d'avant projet (FEED) sont menées par Foster Wheeler.
Décembre 2002, l'association est dissoute, et PetroVietnam continue seule l'aventure.
Février 2004, Les études d'avant projet (FEED) sont attribuées à Technip.
L'EPC est attribué à un consortium composé de Technip, JGC Corporation, et Técnicas Reunidas.
La construction débute le 28 novembre 2005 et s'achève courant 2009.
Le coût du projet est estimé à 3 milliards de dollars.

## Aspects techniques
La raffinerie de Dung quat a une capacité de 6,5 mtpa.
Cette capacité doit être portée à 10 mtpa à horizon 2013-2014. L'entreprise russe Gazprom Neft participe à l'investissement en rachetant 49 % des parts de la société propriétaire de la raffinerie.

## Controverse
Les détracteurs du projet soulignent que la raffinerie est située loin des champs pétroliers du pays. L'emplacement est en réalité motivé par un souci politique de développer le centre du pays, moins développé, massivement touché par la guerre américaine.